# Lou Ambers
Lou Ambers est un boxeur américain né le 8 novembre 1913 à Herkimer, New York, et mort le 25 avril 1995.

## Carrière
Il devient champion du monde des poids légers le 3 septembre 1936 en dominant aux points Tony Canzoneri. Battu à son tour par Henry Armstrong le 17 juillet 1938, il prend sa revanche le 22 août 1939 puis cède définitivement son titre le 10 mai 1940 face à Lew Jenkins.

## Distinction
- Lou Ambers est membre de l'International Boxing Hall of Fame depuis 1992[1].